# Klaus Sammer
Klaus Sammer (né le 5 décembre 1942 à Gröditz), est un ancien footballeur allemand reconverti par la suite entraîneur. Il est le père de Matthias Sammer.

## Biographie
Klaus Sammer commence sa carrière professionnelle au SC Einheit Dresden. Il y joue de 1962 à 1965. 
Par la suite il joue au Dynamo Dresde. Là il dispute 209 matches et marque 29 buts. Il termine sa carrière de footballeur en 1975.
Pour l’équipe d'Allemagne de l'Est il joue 17 matches de 1970 à 1973, mais sans marquer de but. Il est de 1983 à 1986 puis de 1992 à 1993 entraîneur du Dynamo Dresde.